# Viva Las Vegas
Viva Las Vegas är en amerikansk romantisk musikalfilm från 1964 i regi av George Sidney och manus av Sally Benson. Huvudrollerna spelas av Elvis Presley och Ann-Margret. Filmen hade svensk premiär den 30 mars 1964, nästan en månad innan filmen gick upp i USA.
Filmen anses av vissa kritiker som en av de bättre "Elvis-filmerna", inspelad när Presley fortfarande var ung (28 år) och smal. Även publikmässigt var filmen en framgång. 

## Handling
Racerbilföraren Lucky Jackson (Elvis Presley) kommer till Las Vegas för att delta i Las Vegas Grand Prix. Det enda som fattas är pengar till en ny motor till sin bil. Pengarna vinner han på roulette och allt ser bra ut. Utanför garaget träffar både han och en annan tävlande, Elmo Mancini (Cesare Danova), kallad Greven, den vackra Rusty (Ann-Margret) som har problem med sin bil. Hon försvinner dock utan att säga sitt namn, och Lucky och Greven får leta efter henne över hela Las Vegas. När Lucky och Rusty träffas på nytt så knuffar Rusty honom i vattnet, och han blir av med de pengar han skaffat. Lucky tvingas ta ett jobb som servitör på det hotel som Rusty jobbar på. Då dyker även Elmo Mancini upp och försöker både vinna Luckys hjärta och tävlingen. Efter diverse äventyr så dyker Rustys pappa upp och köper en ny motor åt Lucky och han kan delta i loppet, som han naturligtvis vinner. Lucky och Rusty gifter sig.

## Medverkande
| Elvis Presley    | – Lucky Jackson          |
| Ann-Margret      | – Rusty Martin           |
| Cesare Danova    | – Greve Elmo Mancini     |
| William Demarest | – Mr. Martin, Rustys far |
| Nicky Blair      | – Shorty Fansworth       |